# Rijk waar de zon nooit ondergaat
Een rijk waar de zon nooit ondergaat verwijst naar een rijk dat zo uitgestrekt is, dat er altijd wel een deel is dat daglicht ontvangt. Een voorbeeld van zo'n rijk is het Spaanse Rijk onder keizer Karel V in de zestiende eeuw. Als het bijvoorbeeld in Madrid nacht was, was het in andere delen van het Spaanse Rijk (op de Filipijnen bijvoorbeeld) dag en vice versa. Ook het Britse Rijk in de achttiende en negentiende eeuw was een rijk waar de zon nooit onderging.
De uitspraak werd al aan het begin van de jaartelling gedaan door de Romeinse dichter Vergilius (70 v.Chr. – 19 v.Chr.), maar ook al eerder werden de Perzische koning Xerxes I (regering van 485 - 465 v.Chr.) dergelijke woorden in de mond gelegd door de Griekse historicus Herodotus.

## Spaanse Rijk

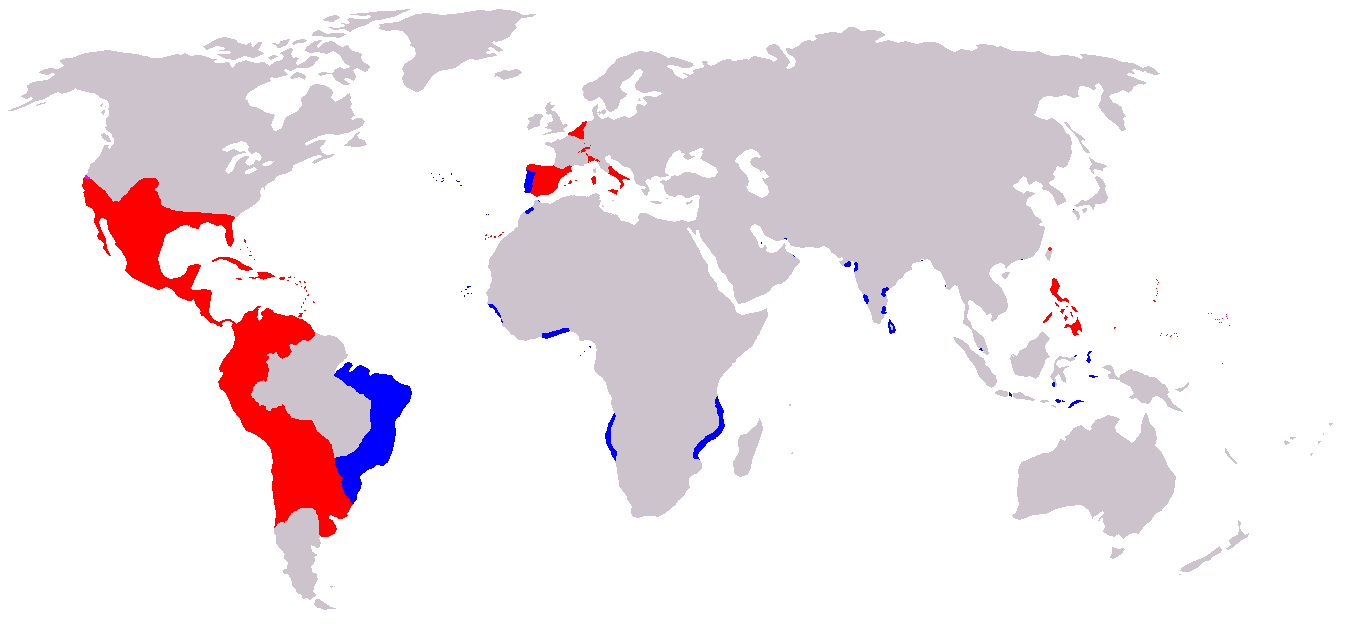
Het Spaans-Portugese rijk in de periode van de Iberische Unie onder de Habsburgers (1580-1640).
rood – Spaanse Rijk
lichtblauw – Portugese rijk

Toen Karel V – als Karel I – koning van Spanje was, bezat Spanje een enorm rijk, waartoe het koninkrijk Castilië en León (met al zijn Amerikaanse bezittingen) en het koninkrijk Aragon (met alle bezittingen in de Middellandse Zee en de Nederlanden) behoorden.
Het rijk zou zelfs nog groter worden onder Filips II, de zoon van Karel V en Isabella van Portugal. Na de dood van de Portugese koning Hendrik werd Filips in 1581 koning van beide landen, die vervolgens door een personele unie met elkaar verbonden bleven. Hij regeerde nu over alle bezittingen van zijn vader (behalve het Heilige Roomse Rijk) en ook over het Portugese rijk: Brazilië, Ceylon, Portugees-Indië, Portugees Afrika, Timor, Macau, Madeira en de Azoren. De Filipijnen werden in 1565 ook bij Spanje gevoegd, evenals Guam, de Marianen en de Carolinen. Dit Spaans-Portugese rijk bestond tot 1640, toen Filips IV wel koning bleef van Spanje maar Portugal na een opstand opnieuw een eigen koning kreeg uit het Huis Bragança.

## Britse Rijk

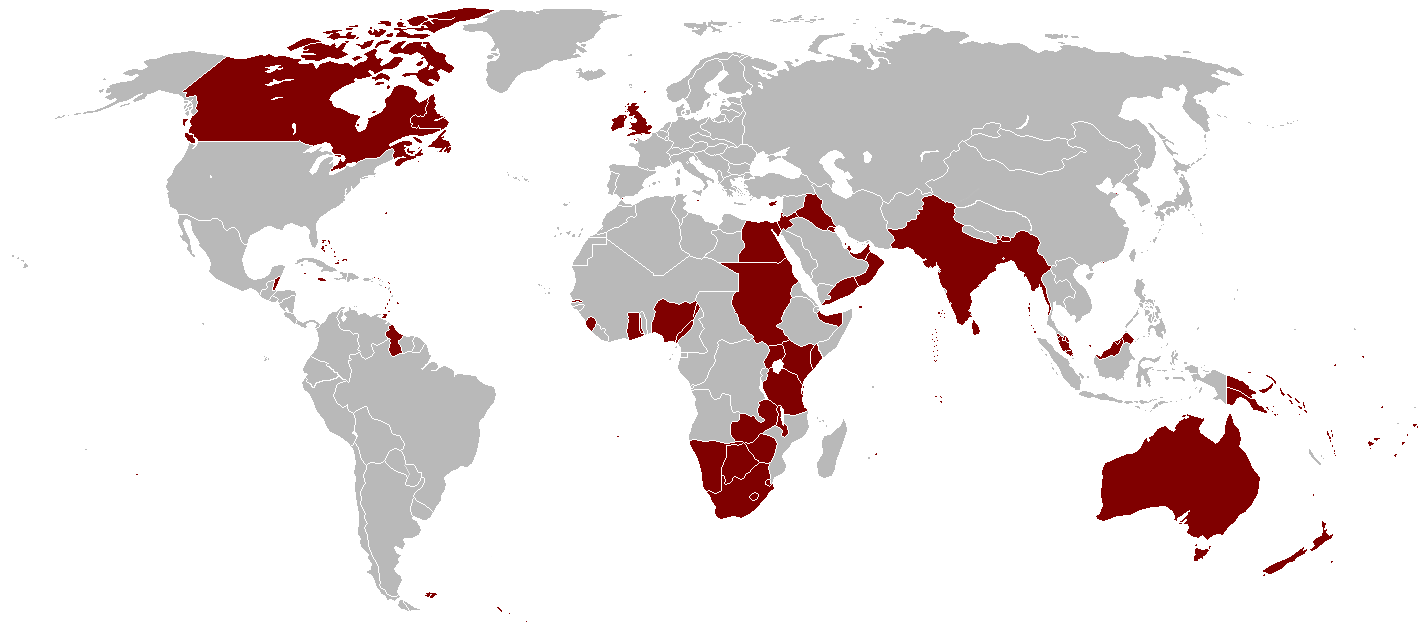
Kaart van het Britse Rijk

In de 19de eeuw werd de zin vaak gebruikt om het Britse Rijk aan te duiden, vooral tijdens het victoriaanse tijdperk.
Alhoewel de zin tegenwoordig niet meer gebruikt wordt in politieke zin, is het feitelijk wel zo dat de zon niet ondergaat in de landen die behoren tot het Gemenebest van Naties, waarvan Charles III symbolisch het hoofd is.
kolonie · kolonisatie · kolonialisme · dekolonisatie (staatkundig) · dekolonisatie (cultureel)· neokolonialisme · postkolonialisme · imperialisme